# 贝利勒昂泰尔
贝利勒昂泰尔（法語：Belle-Isle-en-Terre，法語發音：[bɛl il ɑ̃ tɛʁ]，意为“陆地上的美丽岛”）是法国阿摩尔滨海省的一个市镇，位于该省西部，属于甘冈区。

## 地理
贝利勒昂泰尔（48°32'41"N, 3°23'40"W）面积14.11 平方千米，位于法国布列塔尼大區阿摩尔滨海省，该省份为法国西北部沿海省份，位于布列塔尼半岛北部，北濒大西洋英吉利海峡，西接菲尼斯泰尔省，南至莫尔比昂省，东临伊勒-维莱讷省。
与贝利勒昂泰尔接壤的市镇（或旧市镇、城区）包括：特雷格罗姆、洛克恩韦勒、卢阿尔加特、普卢贡韦尔、普卢内韦莫埃代克。

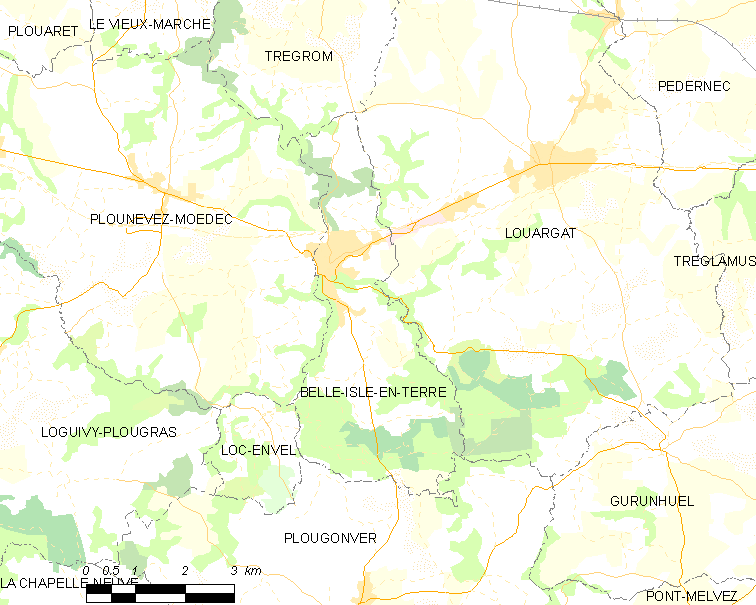
贝利勒昂泰尔的OSM定位图

贝利勒昂泰尔的时区为UTC+01:00、UTC+02:00（夏令时）。

## 行政
贝利勒昂泰尔的邮政编码为22810，INSEE市镇编码为22005。

## 政治
贝利勒昂泰尔所属的省级选区为卡拉克县。

## 人口

1962-2008年间贝利勒昂泰尔人口变化图示

贝利勒昂泰尔于2022年1月1日时的人口数量为1031人。